# Йохан III фон Хамерщайн
Йохан III фон Хамерщайн (на немски: Johann III von Hammerstein; * ок. 1331; † сл. 1359) е бургграф на замък Хамерщайн на Рейн.

## Произход
Той е син на бургграф Герхард фон Хамерщайн († 1341) и съпругата му Мехтилд фон Фолмещайн († сл. 1340), дъщеря на Дитрих I фон Фолмещайн-Бракел († 1313) и графиня Кунигунда фон Дортмунд-Линдхорст († сл. 1304), дъщеря на граф Конрад II фон Дортмунд († 1253) и Гизелтрудис († сл. 1241). Внук е на бургграф Йохан II фон Хамерщайн († сл. 1307) и Кунигунда фон Вилденбург († сл. 1301).
Около 1400 г. линията на бургграфовете на Хамерщайн изчезва.

## Фамилия
Йохан III фон Хамерщайн се жени ок. 1357 г. за Ирмгард фон Изенбург (* ок. 1335), дъщеря на граф Вилхелм фон Изенбург-Вид († 1383) и първата му съпруга Агнес фон Вирнебург († сл. 1352). Те имат четири сина:
- Вилхелм фон Хамерщайн (* ок. 1359; † ок. 1409), бургграф на Хамерщайн, рицар, женен за Рихардис фон Оетгенбах († сл. 1386), дъщеря на Вилхелм фон Оетгенбах, господар на Бройххаузен († сл. 1370) и Катарина фон Боланд. Имат една дъщеря:
  - Ирмгард фон Хамерщайн († сл. 1419), омъжена за Вилхелм I фон дер Нойербург господар на Райхенщайн († сл. 1428/сл. 1439), син на Йохан фон Райхенщайн († сл. 1387) и Елизабет фон Зайн († сл. 1375), дъщеря на граф Йохан II фон Зайн († 1363) и Елизабет фон Юлих († сл. 1380)
- Филип фон Хамерщайн († сл. 1359)
- Йохан фон Хамерщайн († 26 май 1411)
- Бруно фон Хамерщайн († 24 юни 1427)